# Koszykarska Superliga Gruzji
Koszykarska Superliga Gruzji (oficjalna nazwa: საკალათბურთო სუპერლიგა) – profesjonalna liga koszykówki w Gruzji, reprezentująca najwyższą klasę rozgrywkową w tym kraju, założona w 1991 roku, już po rozpadzie ZSRR.

## Zespoły
Sezon 2014/15
- BC Armia
- BC Olimpi Tbilisi
- BC Kutaisi-2010
- BC Sokhumi
- BC MIA Academy
- Dinamo Tbilisi
- BC Batumi
- Energy Invest Rustavi

## Finały ligi
| Rok  | Mistrz                | Wicemistrz         | Wynik |
| ---- | --------------------- | ------------------ | ----- |
| 1991 | Dinamo Tbilisi        |                    |       |
| 1992 | Dinamo Tbilisi        |                    |       |
| 1993 | BC Vita Tbilisi       | Merani Tbilisi     | 2-0   |
| 1994 | BC Vita Tbilisi       | BC Tbilisi         | 2-1   |
| 1995 | BC Vita Tbilisi       | Kaktusi Tbilisi    | 2-1   |
| 1996 | BC Vita Tbilisi       | Dinamo Tbilisi     | 2-1   |
| 1997 | BC Vita Tbilisi       | Dinamo Tbilisi     | 2–0   |
| 1998 | BC Vita Tbilisi       |                    |       |
| 1999 | BASCO Batumi          | Azoti Rustawi      | 3-1   |
| 2000 | BASCO Batumi          |                    |       |
| 2001 | BASCO Batumi          | BC STU Tbilisi     | 2–0   |
| 2002 | BASCO Batumi          | Dinamo Tbilisi     | 3-0   |
| 2003 | Dinamo Tbilisi        | BASCO Batumi       | 3-2   |
| 2004 | BASCO Batumi          | Dinamo Tbilisi     | 3–2   |
| 2005 | STU-Geocell Tbilisi   | Aviamsheni Tbilisi | 3-2   |
| 2006 | Aviamsheni Tbilisi    | Azoti Rustawi      | 3-2   |
| 2007 | Azoti Rustawi         | Aviamsheni Tbilisi | 3-0   |
| 2008 | Energy Invest Rustawi | Aviamsheni Tbilisi | 3-1   |
| 2009 | Energy Invest Rustawi | GSAU Tbilisi       | 3–0   |
| 2010 | Energy Invest Rustawi | BC TSU Tbilisi     | 3–1   |
| 2011 | BC Armia              | BC TSU Tbilisi     | 3-1   |
| 2012 | BC Armia              | BC Olimpi Tbilisi  | 3-1   |
| 2013 | BC MIA Academy        | BC Olimpi Tbilisi  | 3-2   |
| 2014 | Dinamo Tbilisi        | Kutaisi-2010       | 3–1   |
| 2015 | BC MIA Academy        | Dinamo Tbilisi     | 3-1   |

## Tytuły według klubu
| Klub           | Miasto  | Tytuły | Mistrzowskie lata                        |
| -------------- | ------- | ------ | ---------------------------------------- |
| Vita Tbilisi   | Tbilisi | 7      | 1993, 1994, 1995, 1996, 1997, 1998, 2005 |
| Basco Batumi   | Batumi  | 5      | 1999, 2000, 2001, 2002, 2004             |
| Dinamo Tbilisi | Tbilisi | 4      | 1991, 1992, 2003, 2014                   |
| Rustawi        | Rustawi | 4      | 2007, 2008, 2009, 2010                   |
| MIA Academy    | Tbilisi | 2      | 2013, 2015                               |
| Armia Tbilisi  | Tbilisi | 2      | 2011, 2012                               |
| Avia Tbilisi   | Tbilisi | 1      | 2006                                     |

## Nagrody
| Rok     | Zawodnik      | Pozycja | Nar.              | Zespół      |
| ------- | ------------- | ------- | ----------------- | ----------- |
| 2011–12 | Ben Woodside  | PG      | Stany Zjednoczone | Armia       |
| 2012–13 | Deonta Vaughn | PG      | Stany Zjednoczone | MIA Academy |

| Rok     | Zawodnik     | Poz. | Nar.   | Zespół         |
| ------- | ------------ | ---- | ------ | -------------- |
| 2011–12 | Duda Sanadze | F    | Gruzja | Dinamo Tbilisi |
| 2012–13 | Revaz Rogava | SG   | Gruzja | MIA Academy    |